# Polysyncraton montanum
Polysyncraton montanum är en sjöpungsart som beskrevs av Kott 2004. Polysyncraton montanum ingår i släktet Polysyncraton och familjen Didemnidae. Inga underarter finns listade i Catalogue of Life.